# Ашинов Хазрет Ахметович
Аши́нов Хазре́т Ахме́тович (*2 січня 1926 — 1994) — адигейський письменник. Член КПРС з 1953 року.
Йому належать переклади на адигеську віршів Тараса Шевченка «І день іде, і ніч іде», «Хоча лежачого й не б'ють», «Та не дай, Господи, нікому», «І золотої, й дорогої». Ашинов переклав також початок Шевченкової балади «Причинна» (надруковано під заголовком «Дніпро»). Всі переклади опубліковано 1961 року в періодичній літературі.